# Анибал, Мариу
Ма́риу Ра́мош Ди́аш Сампа́йо Ани́бал (порт. Mário Ramos Dias Sampaio Aníbal; род. 25 марта 1972, Катабола) — португальский легкоатлет-десятиборец. Участник Олимпийских игр 2000 года.

## Спортивная биография
Заниматься лёгкой атлетикой Мариу Анибал начал, когда ему было 11 лет. Первоначально он отдавал предпочтение прыжкам в высоту, но со временем полностью перешёл к занятиям в секцию десятиборья. В 1990 году Мариу впервые выиграл чемпионат Португалии в десятиборье. Всего на его счету 6 побед в национальном первенстве.
В 1996 году Анибал должен был представлять страну на Олимпийских играх в Атланте, но травма сухожилия помешала ему отправиться на игры в США. После долгих восстановительных процедур Мариу вернулся к участию в соревнованиях на крупном международном уровне и в том же году установил национальный рекорд в десятиборье (7930 оч.).
Рубеж в 8000 очков Анибал смог преодолеть в июне 2000 года. Набрав 8069 очков, португальский спортсмен получил возможность выступить на Олимпийских играх в Сиднее. В соревнованиях десятиборцев Анибал набрал рекордные для себя 8136 очков и занял высокое 12-е место.
Спустя год португалец принял участие в чемпионате мира в канадском Эдмонтоне, где с 8155 очками остановился на 12 позиции.
В 2003 году Мариу Анибал завершил свою спортивную карьеру.
| Лучшие результаты (десятиборье) | Лучшие результаты (десятиборье) | Лучшие результаты (десятиборье) | Лучшие результаты (десятиборье) | Лучшие результаты (десятиборье) |
| Дисциплина                      | Результат                       | Примечание                      | Место                           | Дата                            |
| ------------------------------- | ------------------------------- | ------------------------------- | ------------------------------- | ------------------------------- |
| 100 м                           | 10,84 с                         | ветер 0,3 м/с                   | Эдмонтон                        | 6 августа 2001                  |
| 110 м с барьерами               | 14,45 с                         | ветер 0,6 м/с                   | Эдмонтон                        | 7 августа 2001                  |
| 400 м                           | 48,43 с                         | —                               | Марибор                         | 28 июня 1997                    |
| 1 500 м                         | 4:27,62 с                       | —                               | Лиссабон                        | 4 июня 2000                     |
| Метание диска                   | 48,33 м                         | —                               | Каунас                          | 1 июля 2000                     |
| Метание копья                   | 57,51 м                         | —                               | Сидней                          | 28 сентября 2000                |
| Прыжок в высоту                 | 2,10 м                          | —                               | Лиссабон                        | 14 июля 1990                    |
| Прыжок в длину                  | 7,23                            | ветер 1,2 м/с                   | Каунас                          | 30 июня 2001                    |
| Прыжок с шестом                 | 5,00 м                          | —                               | Эдмонтон                        | 7 августа 2001                  |
| Толкание ядра                   | 15,39 м                         | —                               | Сидней                          | 27 сентября 2000                |
| Десятиборье                     | 8 213                           |                                 | Каунас                          | 1 июля 2001                     |